# Ferenc Varga
Ferenc Varga (Romhány, 3 de julio de 1925-Budapest, 17 de enero de 2023) fue un deportista húngaro que compitió en piragüismo en la modalidad de aguas tranquilas.
Participó en los Juegos Olímpicos de Helsinki 1952, obteniendo una medalla de bronce en la prueba de K2 10 000 m. Ganó una medalla de bronce en el Campeonato Mundial de Piragüismo de 1954 en la prueba de K4 10 000 m.

## Palmarés internacional
| Juegos Olímpicos   | Juegos Olímpicos     | Juegos Olímpicos  | Juegos Olímpicos |
| Año                | Lugar                | Medalla           | Competición      |
| ------------------ | -------------------- | ----------------- | ---------------- |
| 1952               | Helsinki (Finlandia) | Medalla de bronce | K2 10 000 m      |
| Campeonato Mundial |                      |                   |                  |
| Año                | Lugar                | Medalla           | Competición      |
| 1954               | Mâcon (Francia)      | Medalla de bronce | K4 10 000 m      |